# Basil Hoffman
Basil Harry Hoffman (* 18. Januar 1938 in Houston, Texas; † 17. September 2021) war ein US-amerikanischer Schauspieler.

## Leben
Hoffman studierte zunächst Wirtschaftswissenschaft an der Tulane University. Nach seinem Bachelorabschluss besuchte er die American Academy of Dramatic Arts in New York City. Er arbeitete in der Folge am Theater und trat in Werbespots sowie in einer Folge der Seifenoper Liebe, Lüge, Leidenschaft auf. 1974 ging er erstmals nach Los Angeles, wo er Gastauftritte in verschiedenen Fernsehserien erhielt, darunter Detektiv Rockford – Anruf genügt, Kung Fu und M*A*S*H. Hoffman kehrte zunächst nach New York zurück, zog 1976 jedoch endgültig nach Los Angeles um. Er spielte in den 1970er Jahren unter anderem kleinere Rollen in Die Unbestechlichen, Unheimliche Begegnung der dritten Art und Der elektrische Reiter. In den 1980er Jahren arbeitete er zumeist für das Fernsehen, zu seinen Spielfilmen aus dieser Dekade zählen Solo für 2 und Milagro – Der Krieg im Bohnenfeld. Auch in den folgenden Jahren waren seine Filmauftritte rar gesät und zum Teil blieb er im Filmabspann ungenannt. 2011 war er im vielfach Oscar-nominierten Stummfilm The Artist zu sehen.
Hoffman arbeitete als privater Schauspiellehrer unter anderem am American Film Institute, der American Academy of Dramatic Arts und der University of Southern California. Er war zeitweise Mitglied des Board of Directors der Screen Actors Guild und saß im Kunstbeirat der Loyola Marymount University. Er ist zudem Mitglied der Academy of Motion Picture Arts and Sciences. Er ist zudem Autor zweier Schauspiel-Lehrbücher, Cold Reading And How to Be Good At It und Acting and How To Be Good At It.
Hoffman war zuletzt Witwer, seine Frau starb bereits 2006.

## Filmografie (Auswahl)
- 1964: Preston & Preston (The Defenders, Fernsehserie, Folge 2x23)
- 1968: Blonde on a Bum Trip
- 1971: Mortadella (Lady Liberty)
- 1974: Kung Fu (Fernsehserie, Folge 3x01)
- 1974: Detektiv Rockford – Anruf genügt (The Rockford Files, Fernsehserie, Folge 1x07)
- 1974: Das Diamantenquartett (The Great Ice Rip-Off, Fernsehfilm)
- 1974, 1977: Sanford and Son (2 Folgen)
- 1974, 1979: M*A*S*H (Fernsehserie, 2 Folgen)
- 1975: At Long Last Love
- 1975: Die Waltons (The Waltons, Fernsehserie, Folge 4x01)
- 1975: Abenteurer auf der Lucky Lady (Lucky Lady)
- 1976: Dr. med. Marcus Welby (Marcus Welby, M.D., Fernsehserie, 2 Folgen)
- 1976: Die Unbestechlichen (All the President's Men)
- 1976: Die Bankiers (Arthur Hailey’s the Moneychangers, Miniserie)
- 1977: Unheimliche Begegnung der dritten Art (Close Encounters of the Third Kind)
- 1977: Columbo: Todessymphonie (The Bye-Bye Sky High IQ Murder Case, Fernsehreihe)
- 1978: Kojak – Einsatz in Manhattan (Kojak, Fernsehserie, Folge 5x16)
- 1978: Barney Miller (Fernsehserie, Folge 4x23)
- 1978: Eine Farm in Montana (Comes a Horseman)
- 1979: Liebe auf den ersten Biss (Love at First Bite)
- 1979: Der elektrische Reiter (The Electric Horseman)
- 1979: Willkommen Mr. Chance (Being There)
- 1980: Eine ganz normale Familie (Ordinary People)
- 1980: CHiPs (Fernsehserie, Folge 4x08)
- 1982: Nightshift – Das Leichenhaus flippt völlig aus (Night Shift)
- 1982: Ein Draufgänger in New York (My Favorite Year)
- 1982: Der hohe Preis der Karriere (Games Mother Never Taught You, Fernsehfilm)
- 1982–1983: Square Pegs (Fernsehserie, 5 Folgen)
- 1984: Harrys wundersames Strafgericht (Night Court, Fernsehserie, Folge 1x13)
- 1984: Solo für 2 (All of Me)
- 1984: Cagney & Lacey (Fernsehserie, Folge 4x02)
- 1984: Der Denver-Clan (Dynasty, Fernsehserie, 2 Folgen)
- 1984: T.V. – Total verrückt (The Ratings Game, Fernsehfilm)
- 1984–1985: Polizeirevier Hill Street (Hill Street Blues, Fernsehserie, 4 Folgen)
- 1985: California Clan (Santa Barbara, Fernsehserie, 5 Folgen)
- 1986: Falcon Crest (Fernsehserie, Folge 5x28)
- 1987: L.A. Law – Staranwälte, Tricks, Prozesse (L.A. Law, Fernsehserie, Folge 1x17)
- 1987: Der Hogan-Clan (Valerie, Fernsehserie, Folge 2x14)
- 1988: Matlock (Fernsehserie, Folge 2x13)
- 1988: Milagro – Der Krieg im Bohnenfeld (The Milagro Beanfield War)
- 1989: Die Besucher (Communion)
- 1989: Mord ist ihr Hobby (Murder, She Wrote, Fernsehserie, Folge 6x11)
- 1990: Lambada – Set the Night on Fire (Lambada)
- 1991: Switch – Die Frau im Manne (Switch)
- 1993: Duell im Eis (The Ice Runner)
- 1994: Der Traum von Apollo XI (Pontiac Moon)
- 1995: Seinfeld (Fernsehserie, Folge 6x13)
- 1996: Embraced – Clan der Vampire (Kindred: The Embraced, Fernsehserie, Folge 1x01)
- 1997, 1999: X-Factor: Das Unfassbare (Beyond Belief: Fact or Fiction, Fernsehserie, 2 Folgen)
- 1999: Der Playboy: Die Hugh Hefner Story (Hefner: Unauthorized, Fernsehfilm)
- 2002: Practice – Die Anwälte (The Practice, Fernsehserie, Folge 6x17)
- 2002: The West Wing – Im Zentrum der Macht (The West Wing, Fernsehserie, Folge 3x22)
- 2003: Down with Love – Zum Teufel mit der Liebe! (Down with Love)
- 2006: You Did What?
- 2009: The Box – Du bist das Experiment (The Box)
- 2011: The Artist
- 2011–2012: Courage, New Hampshire (Fernsehserie, 2 Folgen)
- 2014: Rio, I Love You (Rio, Eu Te Amo)
- 2016: Hail, Caesar!
- 2016: The Pineville Heist
- 2017: Zu guter Letzt (The Last Word)
- 2022: Third Act
- 2024: Rainbow Clouds